# Поља
Поља је насеље у општини Мојковац у Црној Гори. Према попису из 2003. било је 1506 становника (према попису из 1991. било је 1508 становника).

## Демографија
У насељу Поља живи 1110 пунолетних становника, а просечна старост становништва износи 35,0 година (34,1 код мушкараца и 36,0 код жена). У насељу има 428 домаћинстава, а просечан број чланова по домаћинству је 3,52. Становништво у овом насељу веома је хетерогено, а у последња три пописа, примећен је пад у броју становника.
|  |

| Демографија | Демографија | Демографија |
| Година      | Становника  | Становника  |
| ----------- | ----------- | ----------- |
|             |             |             |
|             |             |             |
|             |             |             |
|             |             |             |
| 1948.       | 964         |             |
| 1953.       | 1.074       |             |
| 1961.       | 1.220       |             |
| 1971.       | 1.376       |             |
| 1981.       | 1.546       |             |
| 1991.       | 1.508       | 1.489       |
| 2003.       | 1.536       | 1.506       |
|             |             |             |

| Етнички састав према попису из 2003.‍ | Етнички састав према попису из 2003.‍ | Етнички састав према попису из 2003.‍ | Етнички састав према попису из 2003.‍ | Етнички састав према попису из 2003.‍ |
| ------------------------------------ | ------------------------------------ | ------------------------------------ | ------------------------------------ | ------------------------------------ |
|                                      |                                      |                                      |                                      |                                      |
| Црногорци                            | Црногорци                            |                                      | 977                                  | 64,87%                               |
| Срби                                 | Срби                                 |                                      | 468                                  | 31,07%                               |
| Хрвати                               | Хрвати                               |                                      | 2                                    | 0,13%                                |
| Албанци                              | Албанци                              |                                      | 1                                    | 0,06%                                |
| Југословени                          | Југословени                          |                                      | 1                                    | 0,06%                                |
| непознато                            | непознато                            |                                      | 2                                    | 0,13%                                |

| Година пописа     | 1948. | 1953. | 1961. | 1971. | 1981. | 1991. | 2003. |
| ----------------- | ----- | ----- | ----- | ----- | ----- | ----- | ----- |
| Број домаћинстава | 222   | 254   | 301   | 296   | 384   | 415   | 432   |

| Број чланова      | 1   | 2  | 3  | 4  | 5   | 6  | 7  | 8  | 9 | 10 и више | Просек |
| ----------------- | --- | -- | -- | -- | --- | -- | -- | -- | - | --------- | ------ |
| Број домаћинстава | 428 | 71 | 66 | 64 | 106 | 68 | 31 | 17 | 4 | 0         | 1      |

| Пол    | Укупно | Неожењен/Неудата | Ожењен/Удата | Удовац/Удовица | Разведен/Разведена | Непознато |
| ------ | ------ | ---------------- | ------------ | -------------- | ------------------ | --------- |
| Мушки  | 585    | 242              | 312          | 16             | 9                  | 6         |
| Женски | 584    | 170              | 309          | 85             | 12                 | 8         |
| УКУПНО | 1.169  | 412              | 621          | 101            | 21                 | 14        |

| Пол    | Укупно                    | Пољопривреда, лов и шумарство | Рибарство                            | Вађење руде и камена | Прерађивачка индустрија       |
| ------ | ------------------------- | ----------------------------- | ------------------------------------ | -------------------- | ----------------------------- |
| Мушки  | 214                       | 13                            | 0                                    | 0                    | 31                            |
| Женски | 103                       | 10                            | 0                                    | 0                    | 17                            |
| УКУПНО | 317                       | 23                            | 0                                    | 0                    | 48                            |
| Пол    | Производња и снабдевање   | Грађевинарство                | Трговина                             | Хотели и ресторани   | Саобраћај, складиштење и везе |
| Мушки  | 16                        | 9                             | 15                                   | 1                    | 41                            |
| Женски | 0                         | 0                             | 20                                   | 9                    | 4                             |
| УКУПНО | 16                        | 9                             | 35                                   | 10                   | 45                            |
| Пол    | Финансијско посредовање   | Некретнине                    | Државна управа и одбрана             | Образовање           | Здравствени и социјални рад   |
| Мушки  | 3                         | 1                             | 51                                   | 13                   | 2                             |
| Женски | 0                         | 2                             | 9                                    | 14                   | 10                            |
| УКУПНО | 3                         | 3                             | 60                                   | 27                   | 12                            |
| Пол    | Остале услужне активности | Приватна домаћинства          | Екстериторијалне организације и тела | Непознато            | Непознато                     |
| Мушки  | 14                        | 0                             | 0                                    | 4                    | 4                             |
| Женски | 1                         | 0                             | 0                                    | 7                    | 7                             |
| УКУПНО | 15                        | 0                             | 0                                    | 11                   | 11                            |